# Sammy Going South
Sammy Going South is een Britse avonturenfilm uit 1963 onder regie van Alexander Mackendrick.

## Verhaal
Tijdens de Suezcrisis worden de ouders van Sammy vermoord. De 10-jarige jongen besluit naar zijn tante in Durban in Zuid-Afrika te verhuizen. Daarvoor moet hij in zijn eentje door heel Afrika reizen.

## Rolverdeling
| Acteur             | Personage               |
| ------------------ | ----------------------- |
| Edward G. Robinson | Cocky Wainwright        |
| Fergus McClelland  | Sammy Hartland          |
| Constance Cummings | Gloria van Imhoff       |
| Harry H. Corbett   | Lem                     |
| Paul Stassino      | Spyros Dracandopolous   |
| Zia Mohyeddin      | Syriër                  |
| Orlando Martins    | Abu Lubaba              |
| John Turner        | Heneker                 |
| Zena Walker        | Tante Jane              |
| Jack Gwillim       | Districtscommissaris    |
| Patricia Donahue   | Kathy Hartland          |
| Jared Allen        | Bob Hartland            |
| Guy Deghy          | Arts                    |
| Marne Maitland     | Hassan                  |
| Steven Scott       | Egyptische politieagent |